# KoralBlue Airlines
KoralBlue Airlines fue una aerolínea charter con base en Egipto. Comenzó a operar en marzo de 2007 con vuelos desde Sharm el-Sheikh y Hurghada a destinos de Europa.

## Historia
La aerolínea fue fundada en 2006 y es propiedad de Belhassen Trabelsi (65%), Samih Sawiris (Orascom Hotel Developments (OHD)) (25%) y Karthago Airlines (10%).

## Destinos
Koral Blue Airlines volaba desde los principales aeropuertos europeos incluyendo Polonia, República Checa, Austria y Gran Bretaña a Sharm el-Sheikh y Hurghada. Koral Blue, ofrecía sólo vuelos chárter. Tenía firmados acuerdos comerciales para salidas desde el Reino Unido, Italia, la República Checa, Eslovaquia y Polonia.

## Flota

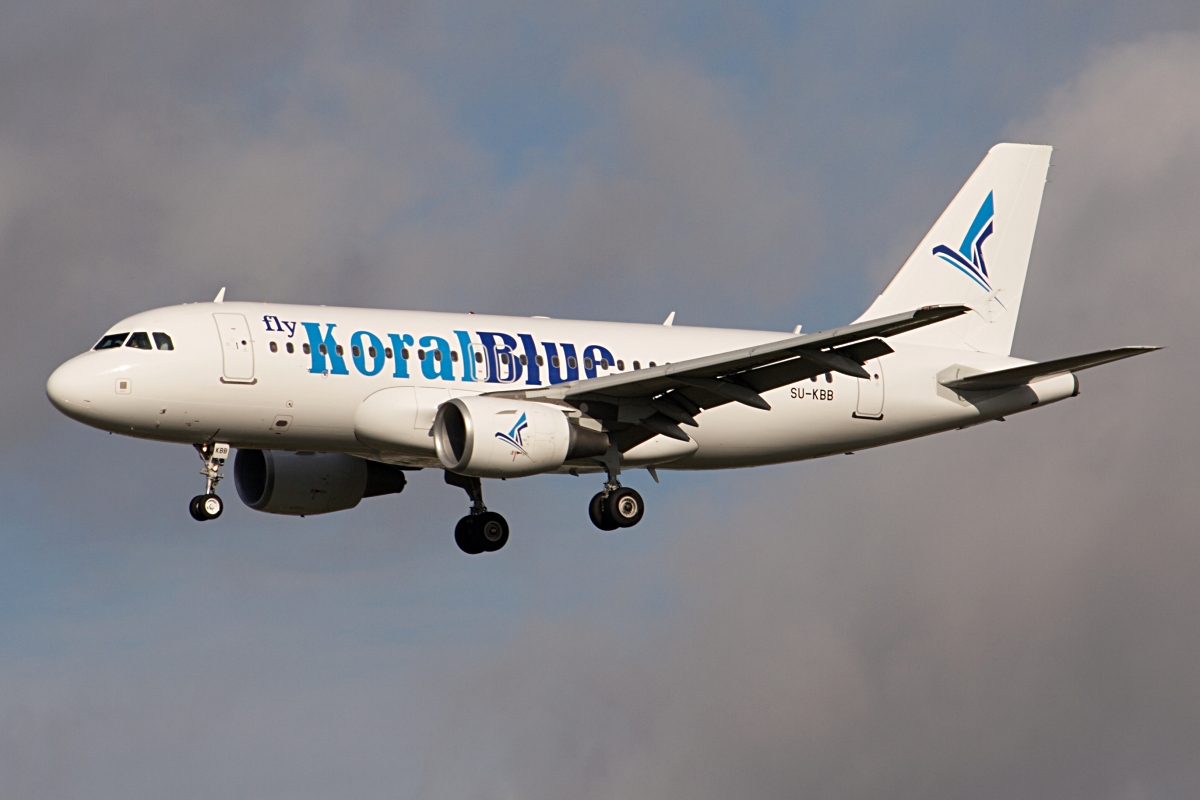
Airbus A319 de Koral Blue.

La flota de KoralBlue Airlines incluía los siguientes aviones (en diciembre de 2010):
- 1 × Airbus A319-100
- 4 × Airbus A320-200